# Propast Padirac
Propast Padirac (francouzsky Gouffre de Padirac) je jeskynní systém v jižní části Francie u vesnice Padirac v regionu Okcitánie, objevený Edouardem-Alfredem Martelem v roce 1889 a zpřístupněný v roce 1898, tato událost je považována za začátek jeskynní turistiky ve Francii.
Vstupní propast, 100 m široká a 246 m hluboká, je podzemní řekou spojená s druhou částí jeskyně, kde je krasová výzdoba.